# Paul Wells (théologien)
Pour les articles homonymes, voir Paul Wells et Wells.
Paul Wells, né en 1946 à Liverpool, est un théologien anglais ayant exercé son ministère à la Faculté Jean Calvin de 1974 à 2012.

## Éducation
Paul Wells obtient de l'université de cette même ville une maîtrise en lettres françaises. À la suite de cela, il passe plusieurs années au Séminaire théologique de Westminster, acquérant un Bachelor of Divinity en 1972. À la suite de son BD, il poursuit son ThD à l'université libre d'Amsterdam, travaillant sur l'herméneutique du théologien James Barr (en).

## Carrière
En 1972, Paul rencontre l'évangéliste Gene Boyer au Séminaire théologique de Westminster, ce qui le conduit à accepter un poste de professeur en théologie à la Faculté libre de théologie réformée, ancien nom de la Faculté Jean Calvin.
Avec le soutien du théologien et président du Séminaire théologique de Westminster, Edward Clowney, Paul Wells s'installe à Aix-en-Provence, au nord de Marseille, tout en terminant son doctorat à l'université libre d'Amsterdam, encouragé par le premier doyen de la Faculté, Pierre Courthial (DD 79). 
C'est à la Faculté Jean Calvin que Paul Wells travaillera afin de soutenir et renforcer la théologie réformée, de tradition calviniste, en France.
En 1982, Paul Wells devient le rédacteur en chef de La Revue réformée, largement reconnue comme la principale revue réformée évangélique en langue française. Parallèlement à ce travail d'édition, Paul Wells a écrit de nombreux ouvrages et articles à la fois en français en en anglais. 
Le 7 juin 2009, en reconnaissance de son ministère en France et pour la francophonie, le Séminaire théologique de Westminster lui confère un  doctorat honoris causa (DLitt)
Paul Wells a contribué activement à la vie de l'Église réformée en France ainsi qu'au développement de la théologie évangélique. Il a longtemps été membre du comité d'administration du Centre évangélique d'information et d'action et est actuellement président de l’Association francophone européenne des théologiens évangéliques ainsi que membre de l’International Reformed Theological Institute.
Actuellement Paul Wells est enseignant à l'Institut Biblique de Genève.

## Publications

### Livres
- Bible Words. What the Book that Speaks for Itself says for Itself, à paraître, Christian Focus, à paraître fin 2012
- Du Notre Père à nos prières, réédition, Genève, Maison de la Bible, 2012 (1e édition 1997).
- Origine, ordre et intelligence, dir., Aix-en-Provence, Excelsis/Kerygma. 2010
- Jean Calvin, Institution de la religion chrétienne, nouvelle traduction, M. de Védrines et P. Wells, Aix-en-Provence, Excelsis/Kerygma, 2009
- De la croix à l’Evangile de la croix. La doctrine biblique de la réconciliation, Excelsis, 2007. Version anglaise 2005, traduction néerlandaise, De Banier, 2009.
- Sacrifice et expiation, dir., Aix-en-Provence, Excelsis/Kerygma. 2008.
- Bible et sexualité, dir., Aix-en-Provence, Excelsis/Kerygma, 2005.
- La foi chrétienne en libre accès, Excelsis/A.P.E.B, 2001.
- Dieu a parlé : La Bible, semence de vie dans le cœur labouré, La Clairière, 1997.
- Croire sans douter : Le symbole des apôtres. Une présentation pratique, Genève, La Maison de la Bible, 1996.
- L'itinéraire de la vie chrétienne, Genève, La Maison de la Bible, 1990.
- Entre ciel et terre. Les sept dernières paroles du Christ, Editions Contrastes, 1990.
- Quelle justice, quelle paix pour la société d'aujourd'hui ?, avec James Barr, Editions Kerygma, 1989.
- Quand Dieu a parlé aux hommes (Dieu a parlé), Aix-en-Provence, Editions Kerygma, 1985
- Dieu parle ! Etudes sur la Bible et son interprétation, éd., Guebwiller, Ligue pour la Lecture de la Bible, 1984.
- James Barr and the Bible, Phillipsburg, Presbyterian and Reformed, 1980.

### Articles récents
- « Story, Eschatology and the Agnus Victor » in Strangers and Pilgrims on Earth. Essays in Honour of Bram van de Beek, Leiden, Brill, 2012, 343-356
- « La transformation de l’intelligence », La Revue réformée, 2011/5, 77-88
- « Le Christ médiateur dans la pensée de Calvin », Théologie Evangélique, 2010/1, 45-70
- « Calvin and Union with Christ. The Heart of Christian Doctrine », in Calvin Theologian and Reformer, éd., J.R. Beeke, G.J. Williams, Grand Rapids, Reformation Heritage Books, 2010, 65-88
- « The Doctrine of Scripture. Only a Human Problem » in Reforming or Conforming ? éd., G. Johnson, R. Gleason, Wheaton, Crossway Books, 2008, 27-61
- « The cry of dereliction. The Beloved Son Accursed and Condemned » in The Forgotten Christ, éd. S. Clark, Leicester, Apollos, 2007, 93-139.